# Hushållsost
El hushållsost (en suec: formatge de la llar) és un formatge suec elaborat amb llet de vaca. Es tracta d’un formatge semidur amb petits forats granulats, fet amb llet sencera. Això li dona un contingut en greix del 26%, tot i que també n’existeixen variants amb un 17%. Amb un consum de 15.000 tones anuals, és el formatge més consumit a Suècia.
El hushållsost es produeix en peces cilíndriques amb un pes d’entre 1 i 2 quilos, i actualment es madura embolicat en film de plàstic durant uns 60 dies de mitjana. Té un gust suau i lleugerament àcid. El hushållsost és una especialitat tradicional garantida, de la qual existeixen documents escrits des de l’any 1898, on també rep el nom de bondost ("formatge de pagès") i gårdsost ("formatge de masia").